# John Smith (amerykański polityk)
John Smith (ur. 12 lutego 1752 w Mastic Beach, zm. 12 sierpnia 1816 tamże) – amerykański polityk, członek Partii Demokratyczno-Republikańskiej.

## Działalność polityczna
Od 1784 do 1799 zasiadał w New York State Assembly. W okresie od 6 lutego 1800 do rezygnacji 23 lutego 1804 przez trzy kadencje był przedstawicielem 1. okręgu wyborczego w stanie Nowy Jork w Izbie Reprezentantów Stanów Zjednoczonych. Następnie do 3 marca 1813 przez dwie kadencje był senatorem Stanów Zjednoczonych z Nowego Jorku (3. klasa).